# Baltona

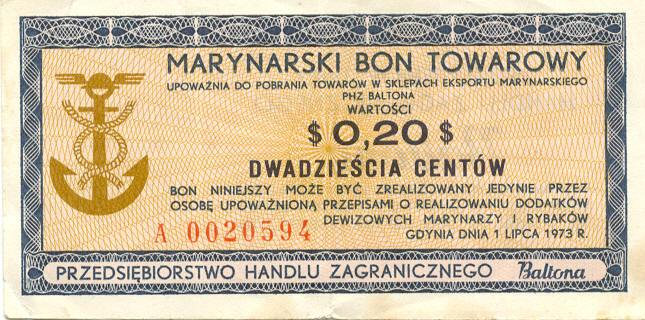
Gutschein über 0,20 US$ für Baltona

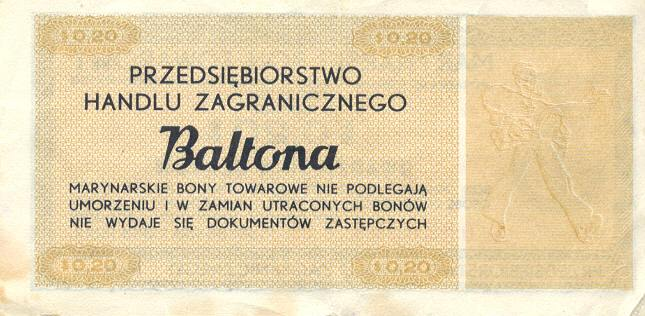
Rückseite eines 20-US-Cent-Gutscheines

Die Baltona Außenhandelsgesellschaft AG (polnisch: Przedsiębiorstwo Handlu Zagranicznego „Baltona“ Spółka Akcyjna) wurde 1946 in Polen gegründet. Die Gesellschaft betreibt heute Duty-free-Shops an polnischen Flughäfen sowie die Schiffsversorgung in polnischen Häfen.

## Geschichte
1946 wurde die Baltona als private Handelsgesellschaft für Schiffsbedarf gegründet. 1949 beschloss die sozialistische Regierung den Schiffshandel in einer Gesellschaft zusammenzufassen; in der staatlichen Baltona Schiffversorgung (Baltona Zaopatrzenie Statków). In den folgenden Jahren stieg Baltona in den Duty-Free-Markt ein und übernahm die Versorgung der diplomatischen Vertretungen. Im Jahr 1958 wurde das erste Geschäft eröffnet, das auf internationalen Messen und Ausstellung Waren gegen Devisen verkaufte. Anfang der 1970er Jahre suchte man neue Märkte und begann auf Flügen der LOT, Waren zu verkaufen. Ende der siebziger Jahre wurde die Expansion ins Ausland begonnen. 1984 wurde die Bestellung per Katalog eingeführt. Im selben Jahr wurde die Gesellschaft in eine Aktiengesellschaft umgewandelt. 1985 wurde damit begonnen, eine Kette von Einzelhandelsgeschäften aufzubauen.
1995–2000 fand, aufgrund der politischen und wirtschaftlichen Verhältnisse, eine große Umstrukturierung statt; gefolgt von einer erneuten Umstrukturierung in den Jahren 2004–2006.

## Unternehmensdaten
2006 waren insgesamt 17.852 Aktien mit einem Gesamtwert von 2.677.800 Złoty im Umlauf. Davon hält die Alfa Center Sp. (Warschau) 48,78 %, Skarb Panstwa (Staatseigentum) 26,83 %, PP Porty Lotnicze (Warschau) 12,75 %, Gl Nywig S.A. (Warschau) 11,86 % und 0,48 % sind im Streubesitz.
Im Jahr 2004 betrug der Umsatz 90.395.000,00 Złoty. 2006 waren es dann 114.154.002 Złoty und der Gewinn 2.262.637,65 Złoty. Davon wurden 82 % mit Duty-Free-Shops, 12,5 % mit Einzelhandelsgeschäften, 5 % mit Schiffsausrüstung und 0,5 % mit der Versorgung von Diplomatischen Vertretungen erzielt. Für das Jahr 2009 wird ein Umsatz von 150 Mil. Złoty und ein Gewinn von 10 Mil. Złoty erwartet.